# Chrysopa alobana
Chrysopa alobana är en insektsart som beskrevs av Banks 1944. Chrysopa alobana ingår i släktet Chrysopa och familjen guldögonsländor. Inga underarter finns listade i Catalogue of Life.